# Kungshamn
Kungshamn è una città della Svezia, capoluogo del comune di Sotenäs, nella contea di Västra Götaland. Ha una popolazione di 2 871 abitanti.

## Economia

### Aziende
- Abba Seafood